# Freibergsdorfer Hammer

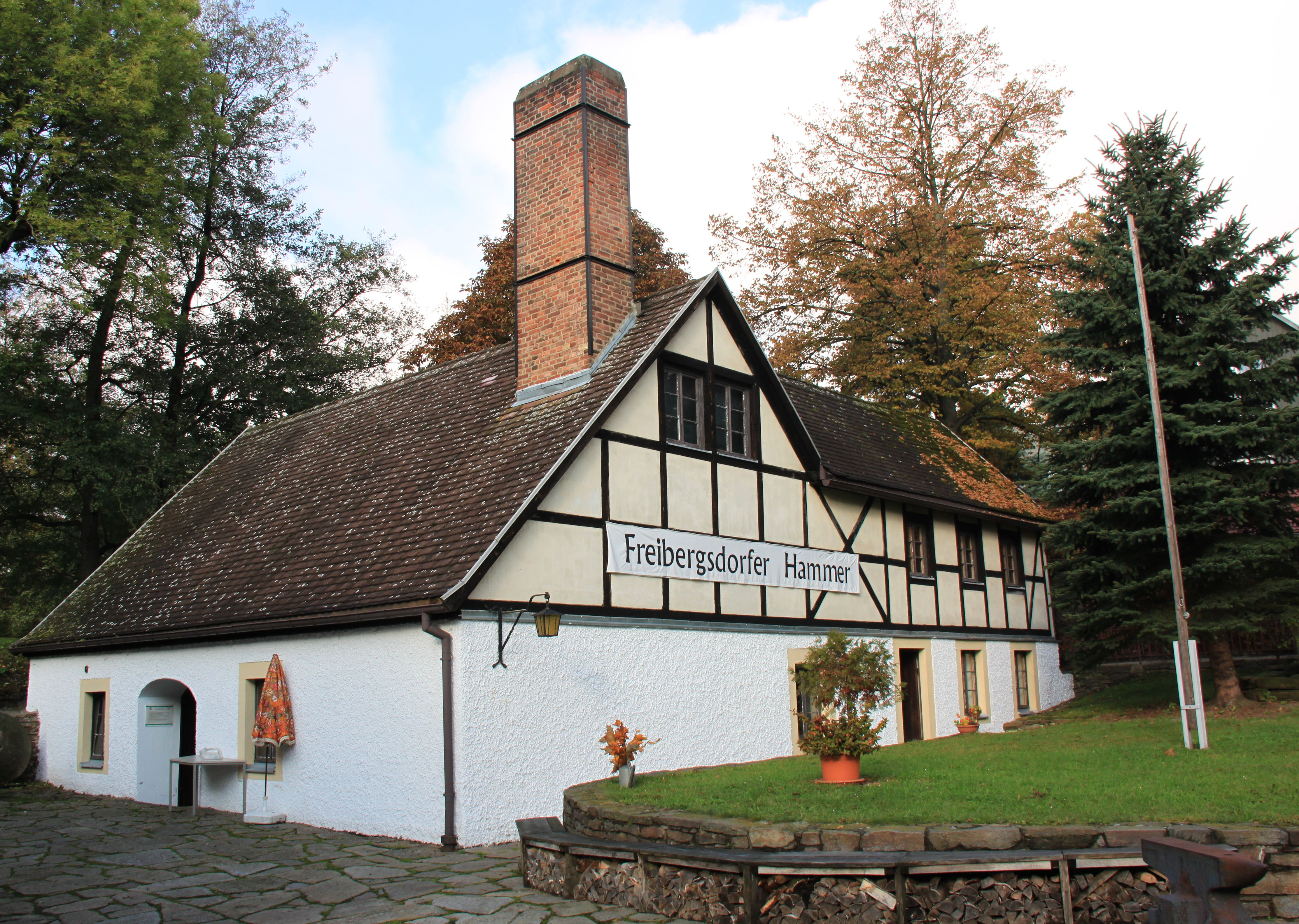
Freibergsdorfer Hammer

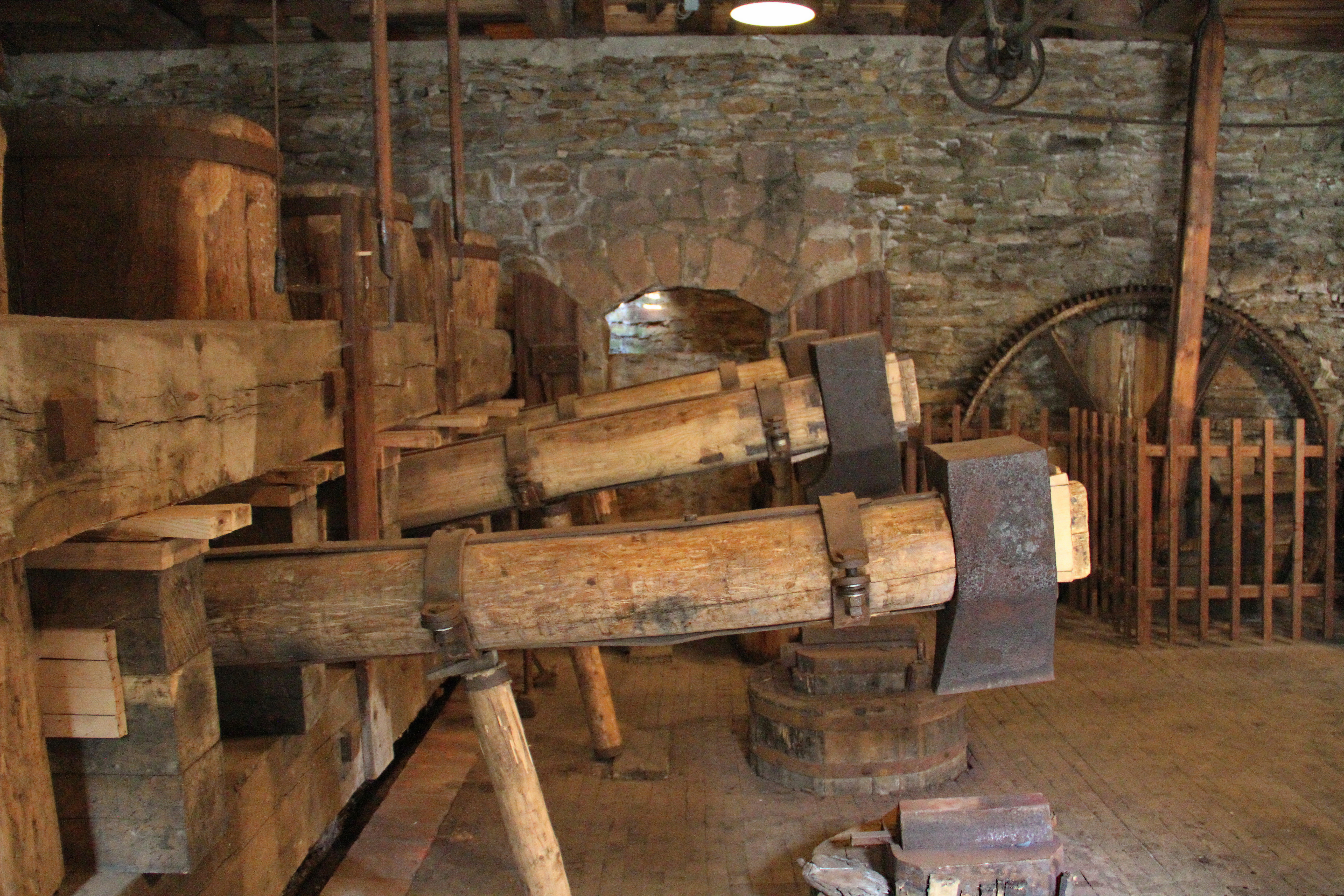
Hammergerüst mit den drei Schwanzhämmern

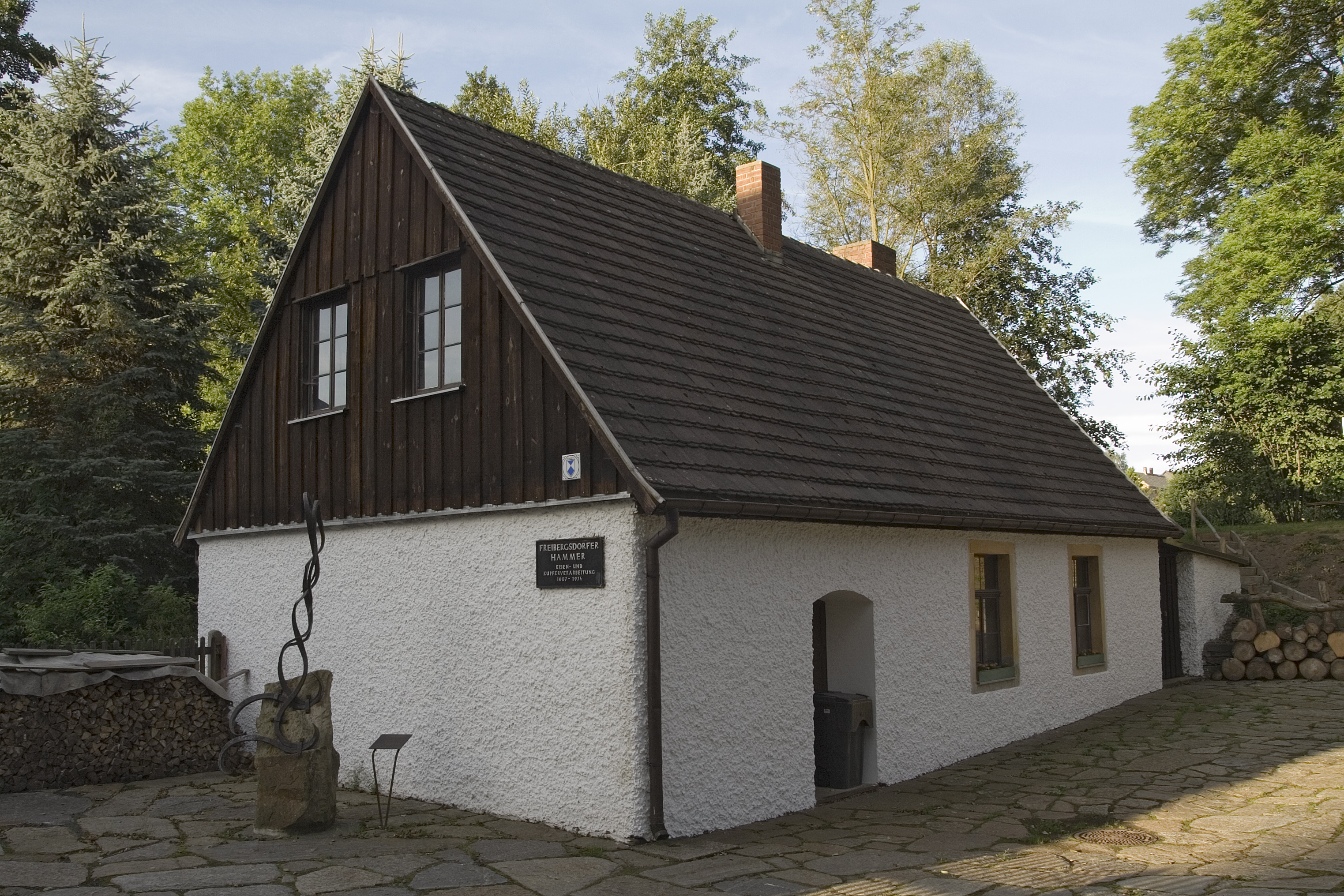
Nebengebäude

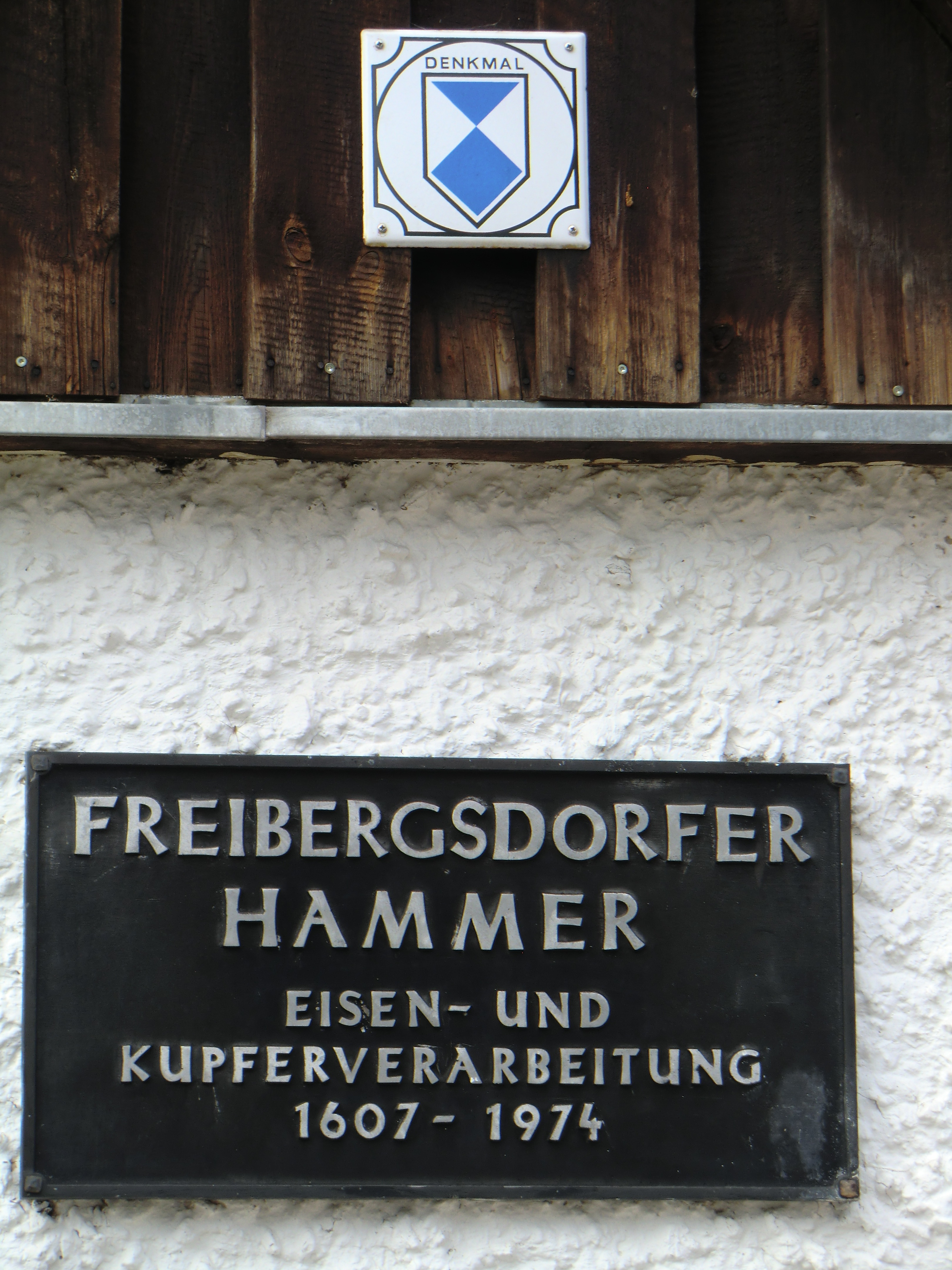
Denkmalzeichen und Plakette am Nebengebäude

Der Freibergsdorfer Hammer ist als ehemaliges Hammerwerk ein bedeutender Sachzeuge der protoindustriellen Entwicklung im Erzgebirge. Von den vormals zahlreichen Hammerwerken blieben in Sachsen neben dem Freibergsdorfer Hammer nur drei weitere Anlagen, der Eisenhammer Dorfchemnitz, der Frohnauer Hammer und der „Althammer“ der Saigerhütte Grünthal funktionsfähig erhalten. 
Das Freibergsdorfer Hammerwerk ist der einzige erhaltene Eisenhammer im Freiberger Bergrevier. Es war zudem das letzte als Produktionsbetrieb genutzte Hammerwerk in Sachsen.

## Geschichte
Die erste Erwähnung des Hammers stammt aus dem Jahr 1607, als dem Besitzer des Ritterguts in Freibergsdorf, Ernst Schönlebe, für seinen Zainhammer Wasser zugesprochen wurde. Das Wasser des Goldbachs war mehrfach Streitobjekt zwischen dem Freiberger Bergbau, dem Hammer und einer benachbarten Mühle. Hergestellt wurden im Laufe der Jahrhunderte hauptsächlich Eisenerzeugnisse sowohl für den Bergbau (z. B. Gezähe wie Hämmer, Meißel, Brechstangen) als auch für den bäuerlichen Bedarf. Bis zum Verkauf an das Hospital St. Johannis in Freiberg 1903 befand sich der Hammer in Privatbesitz. Zwischen 1903 und 1945 wurden fast ausschließlich Kupfererzeugnisse gefertigt. Der gewerbsmäßige Betrieb der Anlage wurde 1974 endgültig eingestellt. 
Zwischen 1979 und 1989 wurde der Freibergsdorfer Hammer rekonstruiert. Es wurden u. a. Sicherungsarbeiten am Dachstuhl, den Wasserrädern, Hammerwelle und -gerüst sowie am Bruchsteinmauerwerk und den Wasserkästen durchgeführt. Der vom Freibergsdorfer Hammerverein e. V. betreute Hammer wurde 1991 der Öffentlichkeit zugänglich gemacht. Er kann nach Voranmeldung oder im Rahmen von Veranstaltungen wie dem Deutschen Mühlentag oder dem Tag des traditionellen Handwerks besichtigt werden.

## Technik
Die Hammeranlagen sind voll funktionstüchtig erhalten. Aus dem etwas oberhalb gelegenen Hammerteich wird ein Hammergraben zugeführt, mit dessen Wasser das hölzerne oberschlächtige Wasserrad mit einem Durchmesser von fast vier Metern beaufschlagt und angetrieben wird. Die achtkantige Hammerwelle aus Eichenholz hat ein Gewicht von etwa 7 Tonnen und eine Länge von 9,5 m. Über eiserne Daumen werden drei Schwanzhämmer mit Bären von 250, 200 und 100 kg bewegt.